# كارلوس كالديرون (لاعب كرة قدم)
كارلوس كالديرون (بالإسبانية: Carlos Calderón)‏ هو لاعب كرة قدم سلفادوري، ولد في 18 يناير 1986 في سان سلفادور في السلفادور. شارك مع منتخب السلفادور لكرة القدم. أما مع النوادي، فقد لعب مع أتلتيكو مارته ‏.

## وصلات خارجية
- كارلوس كالديرون على موقع قاعدة بيانات كرة القدم.إي يو (الإنجليزية)
- كارلوس كالديرون على موقع ناشيونال فوتبول تيمز (الإنجليزية)